# James Goldman
James Goldman (* 30. Juni 1927 in Chicago, Illinois; † 28. Oktober 1998 in New York City, New York) war ein US-amerikanischer Dramatiker und Drehbuchautor, der für das Drehbuch zu dem nach seinem gleichnamigen Theaterstück entstandenen Film Der Löwe im Winter einen Oscar für das beste adaptierte Drehbuch, den Preis der Writers Guild of America (WGA Award) für das beste US-Drama und der Writers Guild of Great Britain für das beste Drehbuch gewann und außerdem hierfür für den British Academy Film Award (BAFTA Film Award) und einen Golden Globe für das beste Drehbuch nominiert war.

## Leben
Goldman, ein älterer Bruder des Schriftstellers, Drehbuchautors und zweifachen Oscarpreisträgers William Goldman, begann seine Laufbahn als Drehbuchautor in der Filmwirtschaft Hollywoods 1966 bei der Fernsehserie ABC Stage 67 und verfasste im Laufe der Zeit bis 2003 die Vorlagen und Drehbücher für 14 Filme und Fernsehserien.
Seinen größten Erfolg hatte er mit dem nach seinem gleichnamigen Theaterstück verfassten Drehbuch für den Film Der Löwe im Winter (1968) von Anthony Harvey mit Peter O’Toole, Katharine Hepburn und Anthony Hopkins in den Hauptrollen. Hierfür bekam er den Oscar für das beste adaptierte Drehbuch, den WGA Award für das beste US-Drama und den Writers Guild of Great Britain Award für das beste Drehbuch. Darüber hinaus war er dafür für den BAFTA Film Award und einen Golden Globe für das beste Drehbuch nominiert.

## Theaterstücke
- Blood, Sweat, and Stanley Poole, 1961.
- The Lion in Winter, 1966 und erneut 1999.

## Filmografie (Auswahl)
- 1968: Der Löwe im Winter
- 1971: Der verkehrte Sherlock Holmes (They Might Be Giants)
- 1976: Robin und Marian
- 1985: White Nights – Die Nacht der Entscheidung

## Auszeichnungen
- 1969: Oscar für das beste adaptierte Drehbuch
- 1969: WGA Award für das beste US-Drama
- 1969: Writers Guild of Great Britain für das beste Drehbuch